# The Unicorns
Pour les articles homonymes, voir Unicorns.
The Unicorns est un groupe de rock indépendant canadien, originaire de Campbell River, en Colombie-Britannique. Le groupe est désormais basé à Montréal, au Québec.

## Biographie

### Débuts (2000–2004)
Le groupe est formé en décembre 2000 à Campbell River, en Colombie-Britannique par Nicholas Thorbur et Alden Penner, qui se sont rencontrés au lycée en 1998. La formation était connue pour ses performances particulières : marionnettes, présence de sans-abris, costumes roses, batailles entre les membres du groupe. Les membres du groupe sont aussi notoires localement pour avoir lancé des rumeurs à leur sujet via les hebdomadaires montréalais, prétendant entre autres avoir tourné le dos à plusieurs millions de dollars en refusant de vendre le titre I Was Born A Unicorn pour une publicité de Converse, ainsi que pour avoir inventé une rivalité avec The Stills.
En 2003, le duo auto-produit un CD neuf pistes intitulé Unicorns are People Too en mars à leur label Caterpillars of the Community. Il est publié à 500 exemplaires et plus tard distribué par le biais des réseaux sociaux. La même année, Arcade Fire s'est produit en première partie des Unicorns lors de leur tournée aux États-Unis. En juin et juillet 2003, le groupe enregistre son premier album studio, Who Will Cut Our Hair When We're Gone?, avec le producteur Mark Lawson à Montréal. L'album comprend des versions rééditées de morceaux issus de Unicorns are People Too et fait participer Richard Reed Parry (Arcade Fire) et le batteur Jamie Thompson. L'album est publié en novembre 2003 chez Alien8 Recordings en Amérique du Nord et chez Rough Trade en Europe. L'album est bien accueilli par The Village Voice, NME, le magazine Pitchfork et à l'international.
Ironiquement, 2004 verra la révélation d'Arcade Fire, alors que The Unicorns, que d'aucuns voyaient comme next big thing, se séparait. En mai 2004, un EP intitulé The Unicorns: 2014 est publié au label Suicide Squeeze Records. Le groupe est mieux connu pour ses performances « agressives, souvent transcendantes... »

### Post-séparation (2005–2013)
Diamonds et Tambour forment Islands en 2005, et Penner forme Clues en 2007. Immédiatement après la séparation, Thorburn et Thompson continuent aussi de collaborer sous le nom de Th' Corn Gangg. Le 28 mai 2006, Thompson annonce son départ de Islands. Il y revient en juin 2009, mais part de nouveau un an plus tard. En 2005, Thorburn coécrit le single satirique Do they Know It's Hallowe'en?.

### Retour (depuis 2014)
En juillet 2014, le groupe annonce son retour, avec notamment un concert prévu au Métropolis de Montréal le 21 septembre 2014,. L'album Who Will Cut Our Hair When We're Gone? est réédité à l'été 2014 avec quatre titres inédits dont une reprise de Rocket Ship de Daniel Johnston,.

## Membres
- Alden Ginger (Alden Penner) - chant, claviers, basse, guitare
- Nicholas « Niel » Diamonds (Nicholas Thorburn) - chant, claviers, basse, guitare
- J'aime Tambeur (Jamie Thompson) - batterie

## Discographie

### Albums studio
- 2003 : Unicorns are People Too (Caterpillars of the Community)
- 2003 : Who Will Cut Our Hair When We're Gone? (Alien8 ; vinyl noir/rose sorti en mars 2004)

### EP
- 2002 : Three Inches of Blood (démos)
- 2004 : 2014 EP (Suicide Squeeze)